# 148 aC
El 148 aC  va ser un any del calendari romà prejulià. Durant la República i l'Imperi Romà es coneixia com l'Any del Consolat d'Albí Magne i Cesoní o també any 606 Ab urbe condita o de la fundació de la ciutat). L'ús del nom «148 aC» per referir-se a aquest any es remunta a l'alta edat mitjana, quan el sistema Anno Domini va ser el mètode de numeració dels anys més comú a Europa.

## Esdeveniments

### Antiga Grècia
- Quint Cecili Metel Macedònic és nomenat pretor i rep Macedònia com a província. Marxa contra Andrisc, que deia ser fill de Perseu i havia derrotat el pretor romà Publi Juvenci el 149 aC, i el venç i el captura. Marxa contra la Lliga Aquea, que havia insultat a un ambaixador que Metel havia enviat a Corint, i es nega a escoltar les propostes de pau dels aqueus.[2]

### Antiga Roma
- Aquest any són elegits cònsols Espuri Postumi Albí Magne i Luci Calpurni Pisó Cesoní són cònsols.[3]
- Cesoní fa la guerra contra Cartago en el marc de la Tercera Guerra Púnica. Té un baix nivell d'activitat i el poble manifesta el seu descontentament, fins al punt que la direcció de la guerra passa l'any següent (147 aC) a Escipió.[4]
- Hi ha un gran incendi a Roma que destrueix part de la ciutat.[3]
- Postumi Albí inicia la construcció de la via Postúmia. Va des de la costa de Gènova a través de les muntanyes fins a Tortona, Placentia (on s'acaba la Via Emília), i Cremona, a l'est del punt on creua el Po.[5]

### Cartago
- A la mort de Masinissa, Publi Corneli Escipió Africà Emilià reparteix el regne de Numídia entre els seus tres fills, Micipsa, Gulussa i Mastanabal. A Micipsa li correspon Cirta amb els tresors allí acumulats i l'administració financera del regne. La mort dels seus germans cap a l'any 145 aC el deixa en possessió del regne, que conserva fins a la seva mort l'any 118 aC.[4]

## Necrològiques
- Masinissa I, rei de Numídia. Les derrotes romanes d'aquest any a Cartago obliguen als romans a enviar-li una ambaixada demanant ajuda, però quan l'ambaixador romà arriba a Cirta, Massinissa acaba de morir. Mor amb 90 anys i fins a quasi el final de la seva vida encara muntava a cavall i feia altres exercicis impropis de l'edat.[6]